# Anthony Veiller
Anthony Veiller (* 23. Juni 1903 in New York City, New York, USA; † 27. Juni 1965 in Hollywood, Kalifornien, USA) war ein US-amerikanischer Drehbuchautor, Filmproduzent und Filmregisseur.

## Biografie
Anthony Veiller, der Sohn der Schauspielerin Margaret Wycherly und des Filmregisseurs Bayard Veiller, wuchs in Ohio auf, wo er am Antioch College unterrichtet wurde.
Nach ersten Erfahrungen als Leiter eines Theaters und als Publizist, begann Veiller ab 1932 mit dem Schreiben von Drehbüchern. 1941 wurde er Produzent bei Paramount Pictures und war in den kommenden vier Kriegsjahren für das Produzieren und Kommentieren von Propagandafilmen der US Army verantwortlich, in denen offen zum Kampf gegen Hitlers Deutschland aufgerufen wurde.
1948 schrieb Veiller das Drehbuch zu Frank Capras Politsatire Der beste Mann. 1949 wechselte er in den Stab von Warner Brothers, und war ab 1952 für exklusive Drehbücher zuständig. So war er 1964 an der Seite von John Huston Autor des Filmes Die Nacht des Leguan und hatte bereits 1959 für King Vidors Salomon und die Königin von Saba einen Teil des Drehbuchs geschrieben.
Seine Leistungen wurden mit zwei Oscar-Nominierungen in der Kategorie Bestes adaptiertes Drehbuch belohnt, ferner mit zwei WGA-Award-Nominierungen.
Anthony Veiller war einmal verheiratet. Er heiratete am 31. Dezember 1933, die ein Jahr ältere Drehbuchautorin Laura Kerr. Aus der Ehe, die zwölf Jahre, bis 1945, hielt, ging ein Kind hervor.
Anthony Veiller erlag vier Tage nach seinem 62. Geburtstag einem Krebsleiden.

## Filmografie
Drehbuch
- 1934: Sophie kann’s nicht lassen (The Notorious Sophie Lang)
- 1936: Ein aufsässiges Mädchen (A Woman Rebels)
- 1936: Winterset
- 1937: The Soldier and the Lady
- 1937: Bühneneingang (Stage Door)
- 1939: Laßt uns leben (Let Us Live)
- 1939: Musik fürs Leben (They Shall Have Music)
- 1945: Mann ohne Herz (Adventure)
- 1946: Die Spur des Fremden (The Stranger)
- 1946: Rächer der Unterwelt (The Killers)
- 1948: Der beste Mann
- 1952: Moulin Rouge
- 1952: Endstation Mars (Red Planet Mars)
- 1955: Die Dame des Königs (That Lady)
- 1956: Der König der Safari (Safari)
- 1957: Teufel im Nacken (Monkey on My Back)
- 1958: Timbuktu
- 1959: Salomon und die Königin von Saba (Solomon and Sheba)
- 1962: Die Totenliste (The List of Adrian Messenger)
- 1963: Die Nacht des Leguan (The Night of the Iguana)

Produktion
- 1940: Die Hölle der Südsee (Typhoon)
- 1949: Vogelfrei (Colorado Territory)
- 1950: Des Teufels Pilot (Chain Lightning)
- 1950: Gesetzlos (Backfire)
- 1950: Todfeindschaft (Dallas)
- 1951: Das letzte Fort (Fort Worth)
- 1951: Den Hals in der Schlinge (Along the Great Divide)
- 1951: Keinen Groschen für die Ewigkeit (Force of Arms)
- 1952: Endstation Mars (Red Planet Mars)